# South Park Mexican
South Park Mexican, de son vrai nom Carlos Coy, né le 5 octobre 1970 à Houston, dans le Texas,, est un rappeur américain d'ascendance mexicaine. En 2002, Coy est accusé d'agression sexuelle aggravée sur mineur et condamné à 45 ans d'emprisonnement. Malgré son incarcération, il continue sa production musicale.
Son nom de scène est dérivé d'un endroit nommé South Park situé dans la ville de Houston, Texas, dans laquelle il a grandi.

## Biographie
Carlos est le fils d'Arturo Coy, un ancien Marine, et d'une femme, dont le nom reste inconnu, qui a abandonné ses études pour épouser Arturo. Le couple divorce trois ans après la naissance de Carlos. La sœur de Coy, Sylvia, se décrivait elle-même comme la « sœur protectrice » de Coy. Sa famille emménage à South Park, Houston, et Coy étudie à la Woodson Middle School. Le rappeur Scarface (de son vrai nom Brad Jordan) étudiait également à Woodson. Après avoir échoué dans ses études, Coy est employé en tant que vendeur de parfums au porte-à-porte pour ensuite devenir trafiquant de cocaïne.
Coy débute dans le gospel rap, mais ne réussit pas à se faire une notoriété dans la musique. En 1995, Coy, en compagnie de son frère Arthur Jr. et d'un ami, Jose Antonio Garza, originaire de McAllen (Texas), fondent leur propre label discographique nommé Dope House Records (en). La même année, sous le nom de scène de South Park Mexican (SPM), Coy commence sa carrière musicale en commercialisant à Houston son premier album, Hillwood, sous son label, en partenariat avec Southwest Wholesale. En 1998, il commercialise deux albums, le premier, Hustle Town, en mars, et le second, Power Moves, en décembre. The 3rd Wish suit en 1999. Ce quatrième album est un succès grâce au single intitulé High So High qui gagne localement en popularité et atteint même la 50e place du Hot Rap Songs,.
En 2000, il signe son label avec Universal Music Group. Universal commercialise par la suite trois nouveaux albums composés par Coy : Time is Money (2000), The Purity Album (2000) et Never Change (2001). The Purity Album contient le single You Know My Name, qui se classe 99e au Hot R&B/Hip-Hop Songs et 31e au Hot Rap Tracks. Par la suite, Coy ne gagne plus de réelle attention de la part des auditeurs. Son album Reveille Park, une compilation de battles, est commercialisée en 2002 par le label Dope House. Dope House commercialise deux nouveaux albums que Coy a composés durant son incarcération : When Devils Strike, en 2006 et The Last Chair Violinist en 2008.

## Procès pour agressions sexuelles
Le 25 septembre 2001, la police de Houston arrête Coy pour agression sexuelle aggravée sur une petite fille de neuf ans. Il est plus tard relâché. L'incident est survenu durant la fête du travail la même année. Le 10 décembre 2001, le Comté de Harris, au Texas, ajoute une nouvelle accusation contre Coy après un incident survenu en 1993, au cours duquel il aurait mis enceinte une jeune fille, alors âgée de treize ans, qui a par la suite demandé une pension alimentaire.
Deux accusations supplémentaires suivent en mars 2002, pour agression sexuelle sur une jeune fille âgée de quatorze ans. Coy est alors incarcéré sans possibilité de libération sous caution. Le procès commence le 8 mai 2002 avec une mère témoignant des abus subis par sa fillette de neuf ans. Le lendemain, la fillette confirme les attouchements de Coy, qui ont eu lieu pendant qu'elle dormait. Le 18 mai 2002, un jury de Houston condamne Coy pour agression sexuelle aggravée sur mineur. Le 30 mai 2002, il est condamné à 45 ans de prison et à une amende de 10 000 $. Sa date de libération est fixée au 8 avril 2047 mais une libération conditionnelle est possible à partir de 2024.

## Discographie

### Albums studio
| Date                                                                                       | Titre | Classement, | Classement, | Classement, | Classement, |
| Date                                                                                       | Titre | U.S.        | U.S. R&B    | U.S. Rap    | U.S. Ind    |
| ------------------------------------------------------------------------------------------ | --- | ----------- | ----------- | ----------- | ----------- |
| 1995                                                                                       | Hillwood - Commercialisation: 9 mars 1995 - Label: Dope House - Format: CD, cassette, téléchargement                 | —           | —           | *           | 8           |
| 1998                                                                                       | Hustle Town - Commercialisation: 3 mars 1998 - Label: Dope House - Format: CD, cassette, téléchargement              | —           | —           | *           | —           |
| 1998                                                                                       | Power Moves - Commercialisation: 22 décembre 1995 - Label: Dope House - Format: CD, cassette, téléchargement         | —           | —           | *           | —           |
| 1999                                                                                       | The 3rd Wish - Commercialisation: 23 novembre 1999 - Label: Dope House - Format: CD, cassette, téléchargement        | —           | 89          | *           | —           |
| 2000                                                                                       | The Purity Album - Commercialisation: 15 août 2000 - Label: Universal - Format: CD, cassette, téléchargement         | 57          | 26          | *           | —           |
| 2000                                                                                       | Time Is Money - Commercialisation: 12 décembre 2000 - Label: Uptown/Universal - Format: CD, cassette, téléchargement | 170         | 49          | *           | —           |
| 2001                                                                                       | Never Change - Commercialisation: 4 décembre 2001 - Label: Universal - Format: CD, téléchargement                    | 168         | 40          | *           | —           |
| 2002                                                                                       | Reveille Park - Commercialisation: 5 mai 2002 - Label: Dope House - Format: CD, téléchargement                       | 149         | 48          | *           | 8           |
| 2006                                                                                       | When Devils Strike - Commercialisation: 3 octobre 2006 - Label: Dope House - Format: CD, téléchargement              | 46          | 19          | 6           | 2           |
| 2008                                                                                       | The Last Chair Violinist - Commercialisation: 18 novembre 2008 - Label: Dope House - Format: CD, téléchargement      | 59          | 14          | 5           | 3           |
| "*" indique que le classement n'existe pas "—" indique que l'album n'a gagné aucune place. | |             |             |             |             |

### Singles
| Date | Titre            | Classement | Classement | Album            |
| Date | Titre            | U.S. R&B   | U.S. Rap   | Album            |
| ---- | ---------------- | ---------- | ---------- | ---------------- |
| 1999 | High So High     | —          | 50         | The 3rd Wish     |
| 2000 | You Know My Name | 99         | 31         | The Purity Album |

### Cassettes audio
- Screwston: The Day Houston Died (2000)
- Screwston Vol. 2: Pink Soda (2001)
- Screwston Vol. 3: Stuck In Da Mud (2002)

### Compilations
- Lone Star Ridaz (1999)
- Lone Star Ridaz: Wanted (2001)
- Lone Star Ridaz: 40 Dayz/40 Nightz (2002)
- Lone Star Ridaz: Rules & Regulations (2002)